# 15-я зенитная ракетная бригада
15-я зенитная ракетная бригада (войсковая часть 30151, бел. 15-я зенітна-ракетная брыгада)  — подразделение ВВС и войск ПВО Республики Беларусь. Место дислокации — город Фаниполь.
Бригада оснащена зенитными ракетными комплексами С-300. Сокращённое наименование — 15 ЗРБР.  Сайт бригады https://www.vch30151.by/

## История
15-я зенитная ракетная бригада начала создаваться в начале 1952 года, на основании Директивы Генерального штаба Советской Армии. 7 января 1952 года в населённом пункте Колодищи на базе 120-й гвардейской стрелковой дивизии для прикрытия аэродрома Мачулищи был сформирован 97-й отдельный зенитный артиллерийский дивизион.
В начале 50-х годов в дивизионе служило много военнослужащих, отличившихся в годы Великой Отечественной войны и награжденных правительственными наградами. В ознаменование дня сформирования 97-го отдельного зенитного артиллерийского дивизиона установлен годовой праздник части — 25 августа каждого года. Дивизион формировал подполковник Колесников Федор Венедиктович. В августе 1952 года его перевели в состав 50-й воздушной Армии Дальней Авиации и передали в подчинение 45-й тяжелобомбардировочной авиационной дивизии. 29 августа 1953 года 97-й отдельный зенитный артиллерийский дивизион был передан войскам Белорусского военного округа, а с 6 октября 1955 года — Минскому корпусу ПВО.
В связи с обострением международной обстановки 14 июня 1957 года на базе 97-го отдельного зенитного артиллерийского дивизиона был сформирован 1148-й зенитный артиллерийский полк. Полк формировал подполковник Волков Александр Александрович. Первоначально полк входил в состав Минского корпуса противовоздушной обороны, а с марта 1958 года — в 83-ю зенитную артиллерийскую дивизию Минского корпуса ПВО. 23 июня 1960 года полк был присоединён ко 2-й отдельной Армии ПВО.
За период существования полка личный состав освоил и эксплуатировал различные типы боевой техники. В ноябре 1957 года полк закончил переобучение на новую ракетную технику: зенитно-ракетный комплекс С-75. В январе 1958 года эту технику получили подразделения полка и выполнили на полигоне первоначальные боевые стрельбы.
В дни повышенной боевой готовности, вызванной кризисом в районе Карибского моря в сентябре — ноябре 1962 года на прошедших митингах, партийных и комсомольских собраниях все военнослужащие полка единодушно выразили желание ехать, если потребуется, добровольцами на Кубу, чтобы защищать её революционные завоевания. Солдаты, сержанты последнего года службы изъявили желание продолжать службу в Советской армии столько, сколько потребуется Родине.
За годы своего существования 1148-й зенитный артиллерийский полк каждый год участвовал в тактических учениях с боевой стрельбой, а также принимал участие в учениях, проводимых Главнокомандующим войсками ПВО. Задачи учений выполнялись только на «хорошо» и «отлично».
В январе 1968 года 1148-й зенитный артиллерийский полк был переименован в 15-ю зенитную ракетную бригаду. Первым командиром бригады стал полковник Таутиев Энвер Аб-Бекирович. В 1968 году в бригаде было сформировано четыре дивизиона, а к 1969 году в бригаде уже было 20 подразделений, дислоцированных на 15 боевых позициях.
В 1968 году 15 зенитная ракетная бригада была награждена Памятным Красным Знаменем Центрального Комитета Коммунистической партии Беларуси, Совета Министров и Президиума Верховного Совета БССР.
В 1969 году бригада получила на вооружение новый зенитно-ракетный комплекс С-125. Согласно Директиве Генерального штаба Вооруженных Сил СССР были сформированы шесть зенитных ракетных и один кадрированный дивизион с С-125. В 1971 году полковник Курилкин Иван Демьянович принял должность командира бригады у полковника Таутиева Э. Б. и в течение пяти лет успешно руководил бригадой.
В 1968 году на вооружение бригады поступил зенитно-ракетный комплекс С-200.В октябре 1970 года дивизионы С-200 посетили Первый заместитель МО СССР генерал армии Соколов Л.С и Первый заместитель Главнокомандующего ПВО маршал авиации Савицкий.Дивизионы были приведены в высшие степени боевой готовности.По результатам учений командир технического дивизиона майор Антонюк В.А был награждён орденом Красная Звезда.По приказу генерала армии Соколова С.Л на точке начато строительство 3 домов для офицерского состава.К марту 1972 офицеры были заселены на точку.
В 1971 была образована 1-я группа дивизионов ЗРК С-200.Первым командиром группы дивизионов С-200 был назначен командир технического дивизиона майор,впоследствии подполковник Антонюк В А.В 1971 году на базе КП 15 ЗРБр проводились сборы Главнокомандующих Войсками ПВО стран Варшавского договора.
В 1982 году воинская часть была признана лучшим соединением в войсках противовоздушной обороны Округа.
1985—1986 годы бригада получила новое оружие: зенитно-ракетный комплекс С-300, что позволило поднять на новый качественный уровень боевую готовность бригады. С-300 — зенитно-ракетная система последнего поколения, по своим боевым возможностям во многом превосходила своих предшественников за счёт возможности поражать современные самолёты, крылатые ракеты и другие средства воздушного нападения на всех высотах боевого применения. В эксплуатации С-300 имеет свои особенности: здесь большая степень автоматизации процессов боевой работы.
Весь личный состав прошёл переподготовку на новую технику. Получил её на государственном полигоне Капустин Яр, провел там первичные стрельбы, передислоцировал технику на постоянное место базирования. В феврале 1986 года бригада с новым вооружением впервые заступила на боевое дежурство, а уже в августе-сентябре 1986 года расчет 10-го подразделения (ныне 7-го), которым командовал подполковник Фадеев Александр Федорович, в состязаниях на лучших специалистов среди подразделений в штабе войск ПВО занял почетное четвёртое место. А через 2 года, в 1988 году, расчет этого же подразделения занял уже первое место в состязаниях в масштабе войск ПВО страны. Весь личный состав расчета был поощрен Главнокомандующим войсками ПВО, а подполковник Фадеев А. Ф. был награждён ценным подарком.
Одним из основных критериев боевой готовности является проведение тактических учений с боевой стрельбой. С 1967 года практически ежегодно подразделения воинской части выполняли боевые стрельбы на государственных полигонах страны. До 1991 года наша воинская часть 22 раза выполняла боевые стрельбы, из них на «отлично» — 13 раз, на «хорошо»- 9 раз.
10 февраля 1995 года было подписано соглашение о создании объединённой системы противовоздушной обороны государств СНГ, определившее порядок реализации концепции защиты воздушного пространства этих стран. С 1996 года подразделения 15-й зенитной ракетной бригады успешно проводят боевые пуски на российских полигонах Ашулук, Телемба, Мыс Таран.
В 1998 году в рамках Объединённой системы противовоздушной обороны возникла необходимость проверить на практике взаимодействие соединений ПВО государств-участников договора о коллективной безопасности. Так возникла идея проведения совместных учений «Боевое содружество». Согласие на их проведение дали Республика Армения, Республика Беларусь, Российская Федерация, Республика Казахстан, Республика Кыргызстан. Первыми участниками от Вооруженных Сил Республики Беларусь в коалиционных учениях на полигоне Ашулук в Астраханской области стали расчеты 15-й зенитной ракетной бригады.
С 1998 года в рамках объединённой системы ПВО 15-я зенитная ракетная бригада стала постоянной участницей коалиционных учений «Боевое содружество» на полигоне Российской Федерации Ашулук.
Всего с 1967 года по настоящее время воинская часть провела боевые стрельбы на государственных полигонах более 40 раз, и все они были проведены с оценкой не ниже «хорошо».
В конце 2004 года воинская часть за высокую боеготовность, отличные результаты в боевой подготовке признана лучшей воинской частью среди воинских частей ВВС и войск ПВО и награждена Командующим ВВС и войсками ПВО Вооруженных Сил Республики Беларусь генерал-лейтенантом Паферовым О. С. вымпелом «Лучшая воинская часть — 2004».
Осенью 2008 года бригада принимала участие в комплексном оперативном учении Вооруженных Сил Республики Беларусь «Осень-2008».
С 2006 года по 2008 год бригадой командовал полковник Линник Иван Петрович.
В апреле 2011 года решением Министра обороны Республики Беларусь впервые был проведен эксперимент по изменению позиции 5-го зенитного ракетного дивизиона С-300ПТ. Зенитный ракетный комплекс, прошедший капитальный ремонт на Борисовском ремонтном заводе, был свернут в назначенное время и выведен на резервную позицию, территорию асфальтного завода, развернут и условно уничтожил цели. Министр обороны проверил весь ход учений, начиная с уровня маскировки в новом позиционном районе, временных параметров развертывания техники, подготовки её к работе, ведению боевых действий и свертыванию. Высоким профессиональным и моральным качествам личного состава дивизиона была дана высокая оценка главой военного ведомства.
С 2008 по 2011 год бригадой командовал полковник Астраух Александр Николаевич. В 2011 году командиром бригады назначен подполковник Фролов Сергей Сергеевич. В 2015 году командиром бригады назначен полковник Матросов Михаил Анатольевич.
31 декабря 2020 года командиром воинской части назначен полковник Долбик Андрей Александрович.
В 2022 году 15-я зенитная ракетная бригада отпраздновала свой 70-ти летний юбилей со Дня образования.
Приказом Министра обороны Республики Беларусь от 20 октября 2022 года №1238 за значительный вклад в укрепление обороноспособности Республики Беларусь, достигнутые высокие результаты в боевой подготовке в 2021/2022 учебном году, 15-я зенитная ракетная бригада Военно-воздушных сил и войск противовоздушной обороны награждена почетной грамотой Министра обороны Республики Беларусь. Также, по итогам учебного года, бригада награждена переходным вымпелом военного совета Военно-воздушных сил и войск противовоздушной обороны.
13 января 2023 года в торжественной обстановке на плацу воинской части командующим ВВС и войсками ПВО бригаде вручен новый комплекс «Тор-М2К».